# Odostomia bismichaelis
Odostomia bismichaelis is een slakkensoort uit de familie Pyramidellidae. De wetenschappelijke naam is gepubliceerd in 1892 door Sacco.